# Elizabeth Garrett Anderson
Elizabeth Garrett Anderson (n. 9 iunie 1836, Aldeburgh, Suffolk, Anglia - d. 17 decembrie 1917, Aldeburgh) a fost medic britanic, prima femeie-medic din Marea Britanie. A fost și activistă a mișcării feministe, curent care în acea perioadă a căpătat puternică amploare în Europa și America de Nord.